# Nhiệt độ Néel
Nhiệt độ Néel hay nhiệt độ trật tự phản sắt từ (thường được ký hiệu là TN) là nhiệt độ chuyển pha phản sắt từ - thuận từ, ở đó, một chất phản sắt từ sẽ bị mất trật tự từ, và trở thành thuận từ. Tính chất phản sắt từ sẽ xuất hiện ở dưới nhiệt độ Néel, và ở trên nhiệt độ Néel, năng lượng nhiệt đủ lớn để phá vỡ trật tự từ trong vật, biến vật trở thành thuận từ.
Về mặt ý nghĩa, nhiệt độ Néel cũng tương tự như nhiệt độ Curie trong các chất sắt từ. Tên gọi của đại lượng này được đặt theo tên của nhà vật lý học người Pháp Louis Néel (1904-2000), người giành giải Nobel Vật lý năm 1970 cho các nghiên cứu về từ học và vật liệu từ.
Bảng dưới đây thống kê nhiệt độ Néel ở một số vật liệu :
| Chất  | Nhiệt độ Néel temperature (K) |
| ----- | ----------------------------- |
| MnO   | 116                           |
| MnS   | 160                           |
| MnTe  | 307                           |
| MnF2  | 67                            |
| FeF2  | 79                            |
| FeCl2 | 24                            |
| FeO   | 298                           |
| CoCl2 | 25                            |
| CoO   | 291                           |
| NiCl2 | 50                            |
| NiO   | 525                           |
| Cr    | 308                           |